# Salmo 110

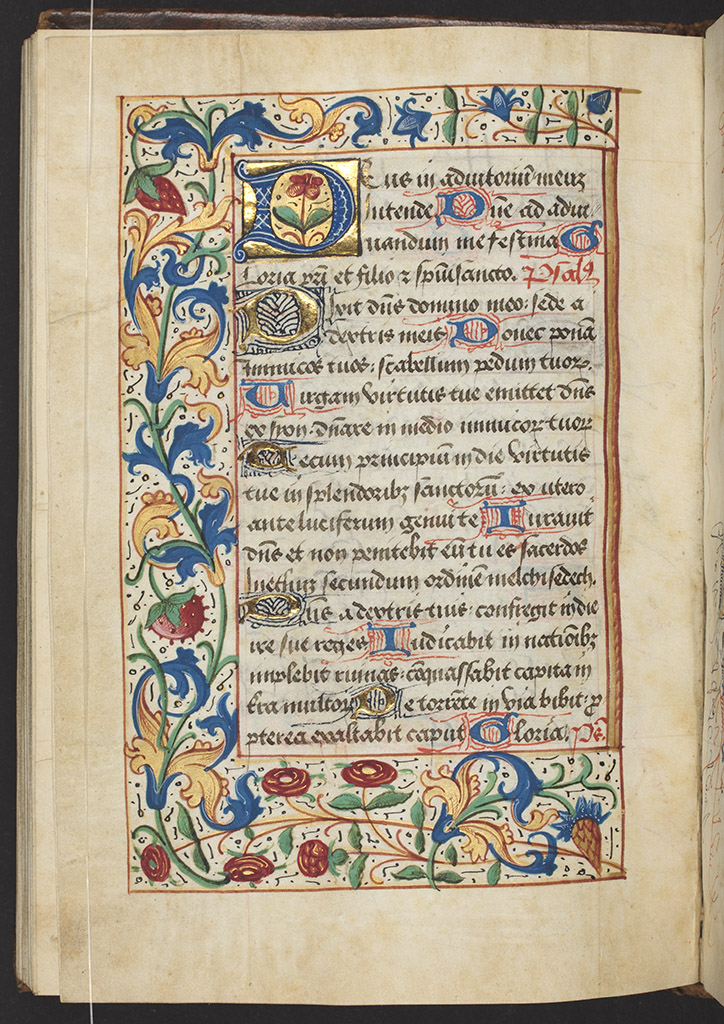
Introducción a las Vísperas y comienzo del salmo, «Dixit Dominus», en un Libro de Horas

El Salmo 110 es el salmo 110 del Libro de los Salmos, que comienza en inglés en la versión de la Biblia del rey Jacobo: «El Señor dijo a mi Señor». En el sistema de numeración ligeramente diferente utilizado en las traducciones griega Septuaginta y latina Vulgata de la Biblia, este salmo es el Salmo 109. En latín, se conoce como Dixit Dominus («El Señor dijo»). Se considera tanto un salmo real como un salmo mesiánico. C. S. Rodd lo asocia con la coronación del rey.
Este salmo es una piedra angular de la teología cristiana, ya que se cita como prueba de la pluralidad de la Deidad y de la supremacía de Jesús como rey, sacerdote y Mesías. Por esta razón, el Salmo 110 es «el salmo más citado o al que se hace referencia con más frecuencia en el Nuevo Testamento». Las fuentes judías clásicas, en cambio, afirman que el tema del salmo es Abraham, David o el Mesías judío.
El salmo forma parte habitual de las liturgias judía, católica, luterana, anglicana y otras protestantes. Debido a que este salmo es prominente en el Oficio de Vísperas, su texto en latín tiene un significado particular en la música. Los arreglos de vísperas más conocidos son el Vespro della Beata Vergine de Monteverdi (1610), y las Vesperae solennes de confessore (1780) de Mozart. Handel compuso su Dixit Dominus en 1707, y Vivaldi puso el salmo en latín tres veces.

## Antecedentes
El salmo puede datarse en su primera parte en el período preexílico de Israel, a veces incluso completamente en la monarquía más antigua.
O. Palmer Robertson observa que el concepto de un rey sacerdote que se ve en el Salmo 110 también se ve en el profeta menor postexílico Zacarías 6:12-13, enfatizando que el rey sacerdote también construirá el templo del Señor y gobernará como sacerdote en el trono.

## Texto
La siguiente tabla muestra el texto en hebreo del Salmo con vocales, junto con el texto en griego koiné de la Septuaginta y la traducción al español de la Biblia del Rey Jacobo. Tenga en cuenta que el significado puede diferir ligeramente entre estas versiones, ya que la Septuaginta y el texto masorético provienen de tradiciones textuales diferentes.  En la Septuaginta, este salmo está numerado como Salmo 109.
| # | Hebreo                                                          | Español | Griego |
| - | --------------------------------------------------------------- | --- | --- |
| 1 | לְדָוִ֗ד מִ֫זְמ֥וֹר נְאֻ֤ם יְהֹוָ֨ה ׀ לַֽאדֹנִ֗י שֵׁ֥ב לִֽימִינִ֑י עַד־אָשִׁ֥ית אֹ֝יְבֶ֗יךָ הֲדֹ֣ם לְרַגְלֶֽיךָ׃ | (Salmo de David.) El Señor dijo a mi Señor: «Siéntate a mi derecha, hasta que ponga a tus enemigos por estrado de tus pies».                  | Ψαλμὸς τῷ Δαυΐδ. - ΕΙΠΕΝ ὁ Κύριος τῷ Κυρίῳ μου· κάθου ἐκ δεξιῶν μου, ἕως ἂν θῶ τοὺς ἐχθρούς σου ὑποπόδιον τῶν ποδῶν σου. |
| 2 | מַטֵּֽה־עֻזְּךָ֗ יִשְׁלַ֣ח יְ֭הֹוָה מִצִּיּ֑וֹן רְ֝דֵ֗ה בְּקֶ֣רֶב אֹיְבֶֽיךָ׃                         | El Señor enviará desde Sión la vara de tu poder; domina en medio de tus enemigos.                                                             | ῥάβδον δυνάμεως ἐξαποστελεῖ σοι Κύριος ἐκ Σιών, καὶ κατακυρίευε ἐν μέσῳ τῶν ἐχθρῶν σου.                                  |
| 3 | עַמְּךָ֣ נְדָבֹת֮ בְּי֢וֹם חֵ֫ילֶ֥ךָ בְּֽהַדְרֵי־קֹ֭דֶשׁ מֵרֶ֣חֶם מִשְׁחָ֑ר לְ֝ךָ֗ טַ֣ל יַלְדֻתֶֽיךָ׃            | Tu pueblo estará dispuesto en el día de tu poder, en la belleza de la santidad desde el seno de la mañana; tú tienes el rocío de tu juventud. | μετὰ σοῦ ἡ ἀρχὴ ἐν ἡμέρᾳ τῆς δυνάμεώς σου ἐν ταῖς λαμπρότησι τῶν ἁγίων σου· ἐκ γαστρὸς πρὸ ἑωσφόρου ἐγέννησά σε.         |
| 4 | נִשְׁבַּ֤ע יְהֹוָ֨ה ׀ וְלֹ֥א יִנָּחֵ֗ם אַתָּֽה־כֹהֵ֥ן לְעוֹלָ֑ם עַל־דִּ֝בְרָתִ֗י מַלְכִּי־צֶֽדֶק׃           | El Señor ha jurado y no se arrepentirá: Tú eres sacerdote para siempre, según el orden de Melquisedec.                                        | ὤμοσε Κύριος καὶ οὐ μεταμεληθήσεται· σὺ ἱερεὺς εἰς τὸν αἰῶνα κατὰ τὴν τάξιν Μελχισεδέκ.                                  |
| 5 | אֲדֹנָ֥י עַל־יְמִֽינְךָ֑ מָחַ֖ץ בְּיוֹם־אַפּ֣וֹ מְלָכִֽים׃                               | El Señor a tu derecha derribará a los reyes en el día de su ira.                                                                              | Κύριος ἐκ δεξιῶν σου συνέθλασεν ἐν ἡμέρᾳ ὀργῆς αὐτοῦ βασιλεῖς·                                                           |
| 6 | יָדִ֣ין בַּ֭גּוֹיִם מָלֵ֣א גְוִיּ֑וֹת מָ֥חַץ רֹ֝֗אשׁ עַל־אֶ֥רֶץ רַבָּֽה׃                        | Él juzgará entre las naciones, llenará los lugares con cadáveres; herirá las cabezas sobre muchos países.                                     | κρινεῖ ἐν τοῖς ἔθνεσι, πληρώσει πτώματα, συνθλάσει κεφαλὰς ἐπὶ γῆς πολλῶν.                                               |
| 7 | מִ֭נַּחַל בַּדֶּ֣רֶךְ יִשְׁתֶּ֑ה עַל־כֵּ֝֗ן יָרִ֥ים רֹֽאשׁ׃                                  | Beberá del arroyo en el camino; por eso levantará la cabeza.                                                                                  | ἐκ χειμάρρου ἐν ὁδῷ πίεται· διὰ τοῦτο ὑψώσει κεφαλήν.                                                                    |

### Versión Reina-Valera
1. El Señor dijo a mi Señor: Siéntate a mi diestra, hasta que ponga a tus enemigos por estrado de tus pies.
2. El Señor enviará la vara de tu poder desde Sion: Domina en medio de tus enemigos.
3. Tu pueblo se ofrecerá voluntariamente en el día de tu poder, en la hermosura de la santidad, desde el seno de la aurora: Tienes el rocío de tu juventud.
4. El Señor ha jurado y no se arrepentirá: Tú eres sacerdote para siempre según el orden de Melquisedec.
5. El Señor a tu diestra herirá a reyes en el día de su ira.
6. Él juzgará entre las naciones, llenará los lugares con cadáveres; herirá las cabezas sobre muchos países.
7. Él beberá del arroyo en el camino: por eso levantará la cabeza.

## Comentarios

### De la Iglesia católica

#### A todo el salmo
Este salmo cierra la serie comprendida entre los Salmos 101 y 110, que se inicia con la presentación de un rey justo (cf. Sal 101). La figura real actúa como eje temático que articula súplicas y alabanzas, centradas en la fidelidad de Dios a su alianza (Sal 105) y su misericordia hacia Israel (Sal 106). En contraste con la fragilidad del orante en el salmo anterior (cf. Sal 109), el Salmo 110 resalta la autoridad y victoria del rey, dones concedidos por Dios (cf. Sal 2; 72).
El salmo comienza con un oráculo en el que Dios establece al rey como su representante (v. 1), seguido de un comentario sobre el destino de los enemigos y el reconocimiento del pueblo (vv. 2-3). Luego, un segundo oráculo declara al rey como sacerdote eterno (v. 4), y se concluye con una reflexión sobre su soberanía universal (vv. 5-7). En la tradición judía, este salmo fue interpretado como una referencia directa al Mesías, descendiente de David. En el cristianismo, a partir de la interpretación de Jesús, se entendió como anuncio profético de su divinidad y de su sacerdocio eterno como Hijo de Dios.

#### Al versículo 1
Este salmo, con su marcado tono militar, parece reflejar el contexto de los inicios de la monarquía en Israel. La introducción del primer oráculo —«Oráculo del Señor a mi señor»— sugiere que pudo haber sido formulado por David en referencia a su sucesor, probablemente Salomón. No obstante, su contenido permite que se haya compuesto para cualquier rey de la línea davídica.
La expresión sentarse a la derecha simboliza una posición de honor y autoridad compartida con el soberano principal (cf. Sal 45,10, sobre la reina). Leído durante la ceremonia de entronización, este oráculo reafirmaba la promesa divina de victoria sobre los enemigos del rey. Jesús citó este salmo al interpelar a los maestros de la Ley: si David llama "Señor" al Mesías, ¿cómo puede ser simplemente su descendiente? (cf. Mc 12,35-37 y paralelos). Así, Jesús revela que el Mesías es más que un heredero humano: su origen y dignidad son divinos. En este sentido, el salmo encuentra su cumplimiento pleno en la persona de Jesucristo.

#### A los salmos 2-3
Aunque el rey aparece como figura visible en el trono de Jerusalén (Sión), es en realidad el Señor, que habita en el Templo, quien le concede la autoridad y las victorias. El versículo 3, en su forma hebrea, comienza diciendo: «Tu pueblo se ofrece voluntariamente el día de tu poder», lo que puede interpretarse como la respuesta del pueblo que, de forma libre, se une al ejército del rey. Sin embargo, esta interpretación no es del todo segura. La versión griega de los Setenta traduce este pasaje como: «Para ti el principado en el día de tu poder», indicando así que el trono y el dominio del rey son afirmados tras sus victorias. Esta interpretación fue también seguida por la Nova Vulgata.
En cuanto a la segunda parte del versículo, el texto hebreo dice: «Entre galas sagradas, desde el seno de la aurora, tienes el rocío de tu juventud». Esta frase podría referirse al esplendor y la constante vitalidad del rey, o a la presencia de numerosos jóvenes combatientes que se suman a él cada mañana. Las versiones antiguas, sin embargo, lo interpretan de otra manera, viéndolo como una alusión a la adopción del rey por parte de Dios, como en el Salmo 2. Así entendido, el versículo formaría parte del ritual de coronación real, subrayando la elección divina y la dignidad del monarca.

#### Al versículo 4
Al igual que otros monarcas de la antigüedad, David y Salomón también desempeñaron funciones sacerdotales. En este salmo, se declara al rey «sacerdote para siempre», expresión que subraya la fidelidad de Dios a su promesa de un trono eterno para David (cf. 2 Sam 7,16). Este sacerdocio no se basa en la descendencia levítica, como el de Aarón, sino que está ligado a la figura de Melquisedec, rey y sacerdote de Jerusalén en tiempos de Abrahán, a quien bendijo tras recibir sus ofrendas. Por tanto, el rey hereda esta dignidad directamente de Dios, no por linaje.
La Carta a los Hebreos desarrolla ampliamente cómo este salmo se cumple en Cristo. Desde su inicio, presenta a Jesús como superior a los ángeles, citando el versículo 1: «Siéntate a mi derecha» (Hb 1,13). No fue Cristo quien se arrogó el sumo sacerdocio, sino que lo recibió del Padre, quien le dijo: «Tú eres sacerdote para siempre según el orden de Melquisedec» (Hb 5,6; cf. Sal 110,4). Así, Jesús se convierte en el cumplimiento definitivo de esta promesa. Él es el Sumo Sacerdote eterno, no por pertenecer a la tribu de Leví —al igual que el rey del salmo—, sino por un mandato divino confirmado con juramento (Hb 7,20-22). En Él se funda nuestra esperanza, ya que, como precursor, ha entrado en los cielos en favor nuestro (Hb 6,19-20). Su sacerdocio, por tanto, reemplaza al antiguo, que era temporal y preparatorio.

#### A los versículos 5-7
Gracias a la dignidad sacerdotal que recibe, el rey goza de la protección de Dios —representada con la imagen de estar «a su derecha», como en el v. 1, pero aplicada ahora a Dios junto al rey (v. 5)—, lo que le garantiza victoria y dominio sobre las naciones (vv. 5-7). La expresión «día de su ira» alude al momento de intervención divina en la historia. Según el texto hebreo, Dios sería el sujeto de los actos que siguen: derrota a los reyes enemigos, impone su poder sobre los pueblos (v. 6) y continúa su marcha triunfal (v. 7), como un rey guerrero que ha vencido por completo. No obstante, también puede entenderse que el protagonista de esos versículos es el rey humano, quien, respaldado por Dios y beneficiado por su intervención (v. 5), extiende su autoridad sobre la tierra, disfrutando de paz, victoria y honor. En ambos casos, el mensaje es claro: el poder del rey se fundamenta en la acción y voluntad de Dios.
La tradición cristiana ha visto en este salmo una figura plena de Jesucristo, verdadero Rey y Sacerdote. Como afirma Faustino Luciferano, Jesús fue ungido no con óleo material, como los sacerdotes y reyes de Israel, sino con unción espiritual. Su sacerdocio no depende de una línea sucesoria como el de Aarón, sino que es único y eterno, según el orden de Melquisedec. Él reúne en sí mismo lo que en el Antiguo Testamento estaba separado: el poder real y el sacerdocio. Y en esa doble condición, Jesús lleva a plenitud la Ley y ofrece su propio cuerpo y sangre como sacrificio. Por eso la Iglesia utiliza este salmo en la solemnidad del Santísimo Cuerpo y| Sangre de Cristo, reconociendo en él la figura del Sumo Sacerdote que, como Melquisedec, ofrece pan y vino —símbolos eucarísticos— en el nuevo y eterno sacrificio.

## Versículo 1
El Señor dice a mi señor: «Siéntate a mi diestra hasta que ponga a tus enemigos por estrado de tus pies».
Adoni puede traducirse como «mi amo» o «mi señor», lo que hace que el versículo 1 se traduzca como «El Señor habló a mi amo». En toda la Biblia hebrea, «adoni» se refiere a un «amo» o «señor» humano o angélico.  Dado que David escribió este salmo en tercera persona, para que lo cantaran los levitas en el Templo de Jerusalén, desde una perspectiva judía los levitas estarían diciendo que «el Señor habló a mi amo». 
Sin embargo, la Versión Reina Valera y muchas traducciones cristianas posteriores ponga en mayúscula la segunda palabra «Señor», lo que implica que se refiere a Jesús.  Como el SEÑOR está hablando con otro Señor, Henry postula que «dos Personas divinas distintas... están involucradas», a saber, Dios y Jesús. Henry afirma además que en este salmo, David está reconociendo la soberanía de Cristo y su (de David) subordinación a él.  En Mateo 26:64, Jesús cita este versículo durante el juicio de Jesús ante el Sanedrín, refiriéndose a sí mismo, y Hechos 2:34-36 afirma que este versículo se cumplió en la ascensión y exaltación de Cristo.

## Versículo 2
El Señor enviará desde Sion la vara de tu poder.
¡Gobierna en medio de tus enemigos!
Las palabras «¡Gobierna en medio de tus enemigos!» pueden interpretarse como palabras pronunciadas por el SEÑOR, una promesa divina adicional. Aparecen como palabras habladas en algunas traducciones, como la Nueva Versión Internacional.

## Interpretación

### Judaísmo
El Talmud (Nedarim 32a) y Midrash Tehillim afirman que este salmo habla de Abraham, que salió victorioso en la batalla para salvar a su sobrino Lot y mereció el sacerdocio. Según el Avot de Rabí Natán (34:6), el salmo habla del Mesías judío en el contexto de los Cuatro artesanos en la visión de Zacarías. Rashi, Gersónides y el rabino David Kimhi identifican al sujeto del salmo como David.

### Cristianismo
Como parte de la tradición mesiánica del Antiguo Testamento, el salmo se menciona con frecuencia en el Nuevo Testamento. Se encuentran alusiones en el Marcos 12:36, 14:62, el Lucas 20 41-44, 1 Corintios 15:25, Hebreos 5:1-6, 6:20, 7:4-7, 7:17-24.
El texto de la Vulgata del salmo forma parte de la liturgia latina de las vísperas, y existen numerosas adaptaciones en la música sacra, 
incluidas las de Georg Friedrich Händel (Dixit Dominus), Claudio Monteverdi (SV 206, SV 252-288), Johann Rosenmüller, Antonio Lotti, Antonio Vivaldi (RV 594, 595, 807), Alessandro Scarlatti, Wolfgang Amadeus Mozart (KV 193, 321, 339).
La importancia del salmo también se reconoce en la tradición protestante. El ministro inconformista Matthew Henry dijo que este salmo es «evangelio puro» y se refiere específicamente a Jesús como el Mesías.  El bautista reformado Charles Spurgeon coincide en que, aunque David compuso el salmo, este trata únicamente de Jesús.

### El rey sacerdote

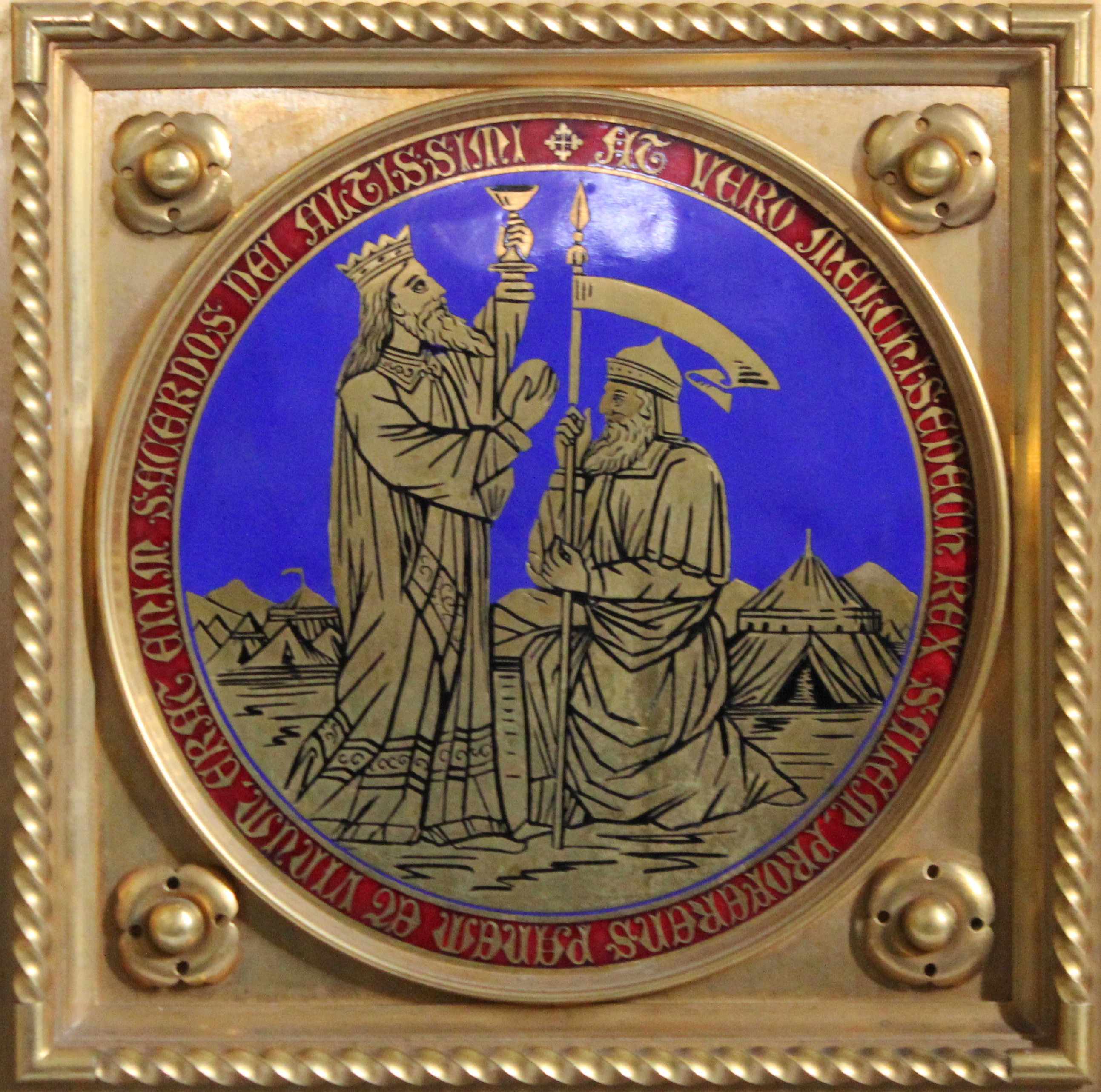
El altar de la iglesia dominica en Friesach, Austria, que muestra a Abraham reuniéndose con Melquisedec

Un segundo punto en el que difieren las interpretaciones judías y cristianas es el lenguaje del versículo 4, que describe a una persona que combina los oficios de realeza y sacerdocio, como lo ejemplifica el rey no judío Melquisedec. Aparentemente, esto no podría aplicarse al rey David, que no era un kohen (sacerdote). Sin embargo, Rashi explica aquí que el término kohen se refiere ocasionalmente a un papel ministerial, como en (II Sam. 8:18), «y los hijos de David eran kohanim (ministros de estado)». Gershonides y el rabino David Kimhi afirman además que el término kohen podría aplicarse a un «gobernante en jefe».  Así, la promesa profética, «Serás sacerdote para siempre», puede traducirse como «Serás cabeza y príncipe de Israel», refiriéndose a David.
Spurgeon rechaza esta interpretación, afirmando que en el antiguo Israel nadie ocupaba simultáneamente los cargos de rey y sacerdote. Sin embargo, ese título se le puede dar a Jesús, «el apóstol y sumo sacerdote de nuestra profesión». El salmo se utiliza en la Epístola a los Hebreos para justificar la concesión del título de «Sumo Sacerdote» a Jesús a partir de las Escrituras. Henry señala: «Melquisedec era «un sacerdote sobre su trono» (Zacarías 6:13), al igual que Cristo, rey de justicia y rey de paz. Melquisedec no tuvo sucesor, ni Cristo; el suyo es un sacerdocio inmutable».
Numerosos eruditos han sugerido que la dinastía asmonea utilizó la combinación de rey-sacerdote del Salmo 110 como justificación para que sus gobernantes (empezando por Simón Macabeo) asumieran los papeles simultáneos de sumo sacerdote y monarca (es decir, etnarca y más tarde basileus).

## Usos

### Judaísmo
Los versículos 6-7 son los dos últimos versículos de «Av HaRachamim, que se recitan durante el servicio matutino de Shajarit en el Shabat y en las Yom Tov.
El salmo 110 se recita en el sabbat «Lej Lejá» en el «Siddur Avodas Yisroel».
Este salmo se recita como una oración de protección para lograr la paz con los enemigos.

### Nuevo Testamento
- El versículo 1 se cita en Mateo, Marcos, Lucas, Hechos, y Hebreos 1:13.[39]
- El versículo 4 se cita en la Epístola a los Hebreos[39]

### Catolicismo
En su Regla (530), San Benito de Nursia designó los salmos 109 a 147 para las vísperas, excepto los salmos reservados para otras horas. Por lo tanto, desde la temprana Edad Media, el Salmo 110 (109 en la numeración Septuaginta, comenzando en latín Dixit Dominus) se ha recitado tradicionalmente al comienzo de las vísperas todos los domingos. Sigue siendo el primer salmo en las vísperas de los domingos, solemnidades y celebraciones con rango de «fiesta». Para facilitar la comprensión se le asigna a cada salmo un título en rojo (rúbrica) que no forma parte del salmo. El título del 110 es El Mesías, Rey y Sacerdote.
Los versículos 1 a 4 forman el salmo responsorial que sigue a la primera lectura en la solemnidad del Santísimo Cuerpo y Sangre de Cristo en el tercer año del ciclo de lecturas de tres años.

### Iglesia Ortodoxa Copta
En el Agpeya, el libro de horas de la Iglesia Copta, este salmo se reza en la oficina de Ninguno. También está en la oración del Velo, que generalmente solo rezan los monjes.

### Libro de Oración Común
En el Libro de Oración Común de la Iglesia de Inglaterra, este salmo está destinado a ser leído la mañana del vigésimo tercer día del mes, así como en Vísperas el día de Navidad.

### Protestantismo
Según se dice, Oliver Cromwell hizo que su ejército cantara este salmo antes de salir a luchar contra Escocia; era su «canción de batalla favorita». Esto hizo que el Salmo 110 se conociera como «el salmo maldito».

### Acompañamientos musicales

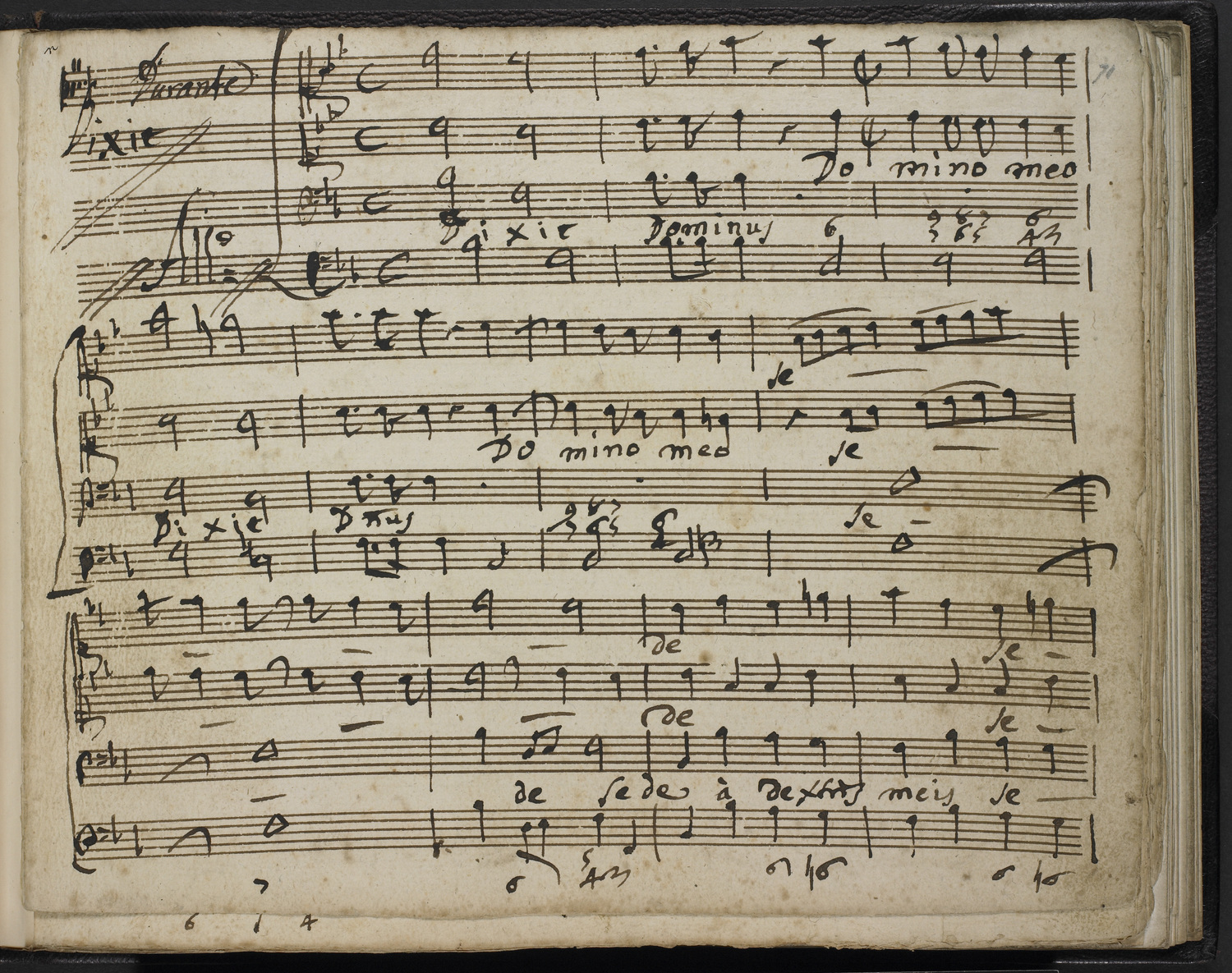
Francesco Durante – Dixit Dominus

Debido a que este salmo es el primero en el Oficio de las Vísperas dominicales, su texto en latín, que comienza con «Dixit Dominus», tiene un significado particular en la música. Fue puesto por Tomás Luis de Victoria en 1581, entre muchos otros compositores del siglo XVI. Claudio Monteverdi compuso una puesta en escena coral en su Vespro della Beata Vergine en 1610 y de nuevo en su Selva morale e spirituale en 1640. Marc-Antoine Charpentier compuso 6 «Dixit Dominus», H.153, H.197, H.202, H.204, H.190, H.226 (1670 - 1690), Michel-Richard de Lalande, una versión S.73, André Campra, una versión,  François Giroust, una versión en 1772 y Alessandro Scarlatti una versión en 1700. George Frideric Handel escribió su Dixit Dominus, HWV 232 en 1707, su autógrafo más antiguo que se conserva. Nicola Porpora puso música al salmo en 1720, y tanto Jan Dismas Zelenka como Antonio Vivaldi escribieron tres arreglos cada uno. Giovanni Battista Pergolesi puso el salmo en 1732, Leonardo Leo en 1741 y 1742, y Francesco Durante en 1753. Marianna von Martines puso Dixit Dominus en 1773, para su entrada en la Academia Filarmónica de Bolonia. Wolfgang Amadeus Mozart puso el salmo para coro y orquesta en sus vísperas, Vesperae solennes de Dominica, K. 321 (1779) y Vesperae solennes de confessore, K. 339 (1780). Michel Richard Delalande y Michael Haydn compusieron arreglos en el siglo XVIII.
Heinrich Schütz puso música al salmo en alemán en dos ocasiones, «Der Herr sprach zu meinem Herren», en 1619 como primer movimiento de sus «Psalmen Davids» para voces e instrumentos (SWV 22), y para coro como parte de su versión del «Becker Psalter» (SWV 208).
En 1959, Richard Rodgers compuso una versión parcial del salmo para la secuencia de apertura de su musical The Sound of Music, utilizando los versículos 1, 5 y 7.[cita requerida]